# Höganäs församling
Höganäs församling är en församling i Bjäre-Kulla kontrakt i Lunds stift. Församlingen ligger i Höganäs kommun i Skåne län och utgör ett eget pastorat.

## Administrativ historik
Församlingen bildades med ett beslut 23 november 1852 genom en utbrytning ur Väsby församling och fick egen pastor 1 maj 1854. Namnet var före 1919 Höganäs bruksförsamling.
Församlingen har utgjort och utgör ett eget pastorat. Åtminstone till 1910 tillsattes kyrkoherden av Höganäsbolagets styrelse.

## Organister
| Verksam | Namn                 | Levnadstid | Övrigt |
| ------- | -------------------- | ---------- | ------ |
| 1961–   | Karl Bertil Bjärbäck | 1918–      | [ 7 ]  |

## Kyrkor
- Höganäs kyrka